# Bireta
Bireta je kemijski pripomoček, s katerim lahko merimo prostornino tekočine. Izgleda kot na glavo obrnjena pipeta, na njej pa je merilna skala. Merilna skala je ravno zato, ker je bireta obrnjena na glavo, postavljena tako, da je 0 na vrhu, potem pa sledijo ostala števila. Na koncu ima ventil, s katerim lahko odpremo ali zapremo pot tekočini. Uporablja se predvsem pri poskusih, ko je potrebno natančno doziranje in ugotavljanje porabe določenega reagenta za različne stvari (nevtralizacijo, obarjanje...).